# Neoutelga inermis
Neoutelga inermis är en plattmaskart som beskrevs av Tor Karling 1980. Neoutelga inermis ingår i släktet Neoutelga och familjen Koinocystididae. Inga underarter finns listade i Catalogue of Life.